# 三元触媒

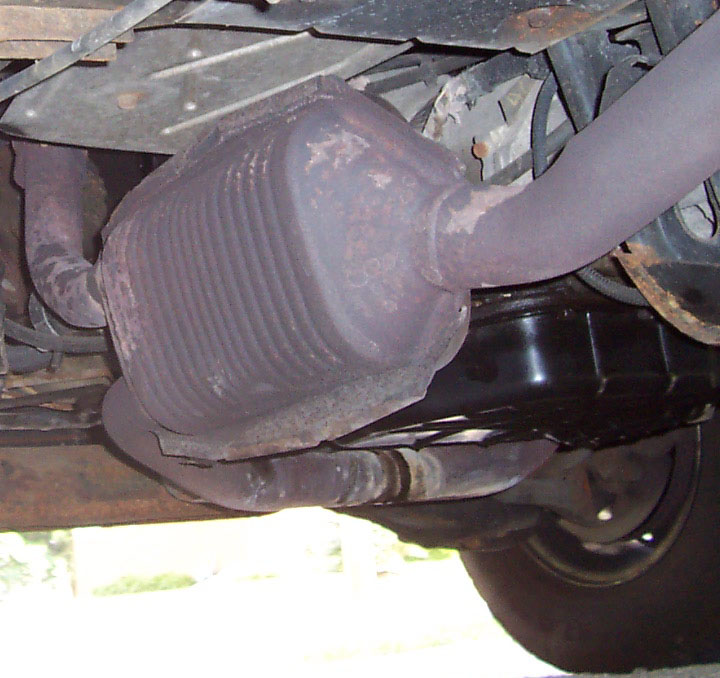
1996年式ダッジ・ラム バンの三元触媒コンバータ

三元触媒（さんげんしょくばい、英: three-way catalyst, TWC）は、ガソリンエンジン車の排出ガス中の3種類の有害成分を酸化・還元によって同時に浄化する装置である。

## 概要
三元触媒は自動車の排ガス中に含まれる有害物質である炭化水素（HC）、一酸化炭素（CO）、窒素酸化物（NOx）をプラチナ、パラジウム、ロジウムを使用した触媒装置により同時に除去する。炭化水素を水と二酸化炭素に酸化し、一酸化炭素は二酸化炭素に酸化する。窒素酸化物は窒素に還元する。
- 格子酸素種と吸着一酸化炭素の反応による二酸化炭素と酸素空孔の生成: [O] + CO → CO2 + [V] + ads-site
- 吸着笑気と酸素空孔との反応による窒素と格子酸素種の生成: N2Oads + [V] → N2 + [O] + ads-site

三元触媒はセラミックなどで成形された触媒担体を貴金属塩溶液に浸して貴金属粒子を触媒担体の表面に固定（担持）するウォッシュコート法や、触媒基板に貴金属粒子を塗布するコーティング法などにより製造され、排気管の途中に組み込まれる構造が一般的となっている。実用化された当初は定期交換が容易なペレット（粒）が用いられたが、次第に一塊の円柱形や楕円柱形に成形したものが普及し、触媒のみを交換する方式は用いられなくなった。一塊に成形された触媒担体はモノリス担体(英: monolithic substrate)と呼ばれ、排気の流れに直交する断面はハニカム構造として表面積を大きくされている。モノリス担体の材料には安価なセラミックが用いられることが多いが、セラミック製のモノリスは外殻に固定できず繊維マットで衝撃から保護しながら保持する必要があるため小型化が難しく、オートバイなどではメタルハニカムを用いて排気管に溶接されている。また、小型汎用エンジンではスチールウール状のニットワイヤが用いられる場合もある。
日本では1978年（昭和53年）マスキー法（1970年大気浄化法改正法）に準じた排ガス規制値を達成した昭和53年排出ガス規制までは、三元触媒以前の方式でも規制の適合は可能であったが、同年に北米で企業別平均燃費規制（CAFE）が開始されると排ガス規制と燃費規制への両立が次第に困難となった。一方、三元触媒が最大の処理効率を発揮する理論空燃比においてはガソリンエンジンが最適な効率で動作するため、性能や燃費が低下しない。1979年（昭和54年）のエネルギーの使用の合理化等に関する法律（省エネ法）の成立後は、触媒の定期交換義務が廃止され、触媒被毒の要因となる有鉛ガソリンの使用が段階的に禁止されたことで三元触媒が普及した。加えて、ハニカム形状などの表面積が大きなモノリス式構造を採ることで、優れた排気効率と浄化性能を両立した。これにより以前の型式では相反する要素として達成困難であった排ガス浄化性能と低燃費の両立が可能となった。サーマルリアクター（エアインジェクション）や酸化触媒（後述）、希薄燃焼（リーンバーン）や燃焼室温度低下のための点火時期調整（点火時期を遅らせる）などと比較して性能が低下しにくい。

## 他の方式による排ガス浄化
三元触媒が登場する以前はNOxの低減とHC・COの低減がそれぞれ分かれて研究されており、希薄燃焼や燃焼温度低下など燃焼条件を改良してNOxを低下させる前処理方式と、サーマルリアクターや酸化触媒などの処理装置を排気管に組み込んでHC・COの処理を行う後処理方式が行われていた。燃焼温度を下げることは燃焼中のNOx生成を抑制することができたが、NOxを抑制するほど燃費が悪くなったため、各国の燃費規制の強化と三元触媒の製造技術の進歩と共に採用されなくなった。
希薄燃焼
CVCCなどを始めとする希薄燃焼は燃焼が不安定になりやすい。燃焼温度の低下は、過度に行えば燃焼効率の低下による出力や燃費の悪化を招いた。
酸化触媒

ガソリンエンジンでは三元触媒が普及する以前に用いられた触媒で、酸化還元反応により一酸化炭素（CO）と未燃焼炭化水素（ハイドロカーボン、HC）を除去する。二元触媒と呼ばれることもある。希薄燃焼やエアポンプなどにより排気ガスを酸素過多として、一酸化炭素をCO2へ変化させ、炭化水素を二酸化炭素と水へ変化させる。日本では前述のとおり、省エネ法の成立までの間、触媒は経年劣化するものとして定期交換が義務付けられており、酸化触媒コンバータは粒子状の触媒をコンバータ内に詰め込むペレット式の形態が採られていた。この方式は生産性が良く、交換作業が容易で交換費用も安価な利点があったが、排気効率が悪く、振動によるペレットの摩滅などで浄化性能が低下しやすかった。
希薄燃焼を主体技術とするガソリン直噴エンジンやディーゼルエンジンでは排ガス中に含まれる酸素量が多く、酸化触媒が再び利用されている。浮遊性微粒状物質を取り除くDPFの前段に酸化触媒を配置しNOを酸化させNO2を利用する連続再生式DPFや、フィルター自体に酸化触媒を担持させた連続再生式DPFなど、近年になって新たな形で利用が進んでいる。
二次空気導入装置

排気管内に空気を導入して排気ガス中のHCとCOの完全燃焼を促す装置である。サーマルリアクターは空燃比をオーバーリッチ気味とする必要があり、燃費が低下しやすく、サーマルリアクターが極めて高熱となるためエンジンを含めた周囲への熱害が大きい。三元触媒の普及とともに自動車では用いられなくなったが、オートバイでは三元触媒とともに広く用いられている。

## 欠点とその対策
三元触媒が効率よく酸化・還元をするためにはガソリンが完全燃焼し、かつ酸素の余らない理論空燃比（ストイキオメトリ、英: stoichiometry）で運転されている必要があり、暖気運転時や高負荷運転時の空燃比が濃い運転条件では浄化能力が低下する。燃料噴射装置とエンジンコントロールユニット（ECU）の技術が発達するにしたがい、排ガス中の酸素濃度を酸素センサー（O2センサー）で測定するなど、運転状態をきめ細かにフィードバック制御することで、より効率よく三元触媒を利用できるようになった。一方、排ガス中に酸素が多いディーゼルエンジンやリーンバーンガソリンエンジンなどにはそのままでは使うことがはできず、ほかの触媒や尿素SCRシステムなどの技術が用いられる。
常温では還元能力が低く、エンジン始動直後などで三元触媒が冷えた状態では還元能力がほとんどない。これを改善するため、アイドリング時に排気管内に二次空気を導入して排気温度を上昇させるリードバルブ式二次空気導入装置を併設する方法や、触媒をエンジンに近づけて排気ガスの熱により温度上昇を促す方法がとられている。その一方で、過度の高温に晒され続けると破損するため、あまりエンジンに近い位置に設置することもできない。
スパークプラグの失火などにより触媒に多量の未燃焼ガスが流入すると、反応が過剰に行われ触媒が過熱して損耗する。この対策として、かつて日本国内で販売される乗用車には触媒コンバータに温度センサーを設置して警告灯や警報ブザーなどで過熱を知らせる熱害警報装置の設置が義務付けられていた。しかし、1991年（平成3年）の在日米国商工会議所の申し立てをはじめとして、市場開放問題苦情処理体制（OTO）を通じて熱害警報装置の設置義務の排除を求める動きが欧米より相次いだ。1994年（平成6年）の欧州ビジネス協会（EBC）のOTO申し立てを受け入れ、失火を検知して燃料供給を停止する電子制御の導入などを条件に、1995年（平成7年）に設置義務は廃止された。
三元触媒の材料には白金やロジウムなどの貴金属触媒が用いられる。貴金属の使用量を低減するため、自己再生機能を持つインテリジェント触媒などが実用化されている。2008年7月24日、新エネルギー・産業技術総合開発機構（NEDO）助成事業として熊本大学がこれまでのセリア（CeO2）系酸素吸蔵物質（CeO2-ZrO2）に替わる「希土類オキシ硫酸塩（Ln2O2SO4）」を開発した。酸素吸蔵放出量が中高温域で既存物質のおよそ8倍の大容量酸素吸蔵（ストレージ）物質で吸蔵速度も約2倍を実現し、貴金属の使用量を大幅に低減する技術として期待されると述べている。
三元触媒はガソリンに鉛や硫黄が多く含まれていたり、オイルにリンや硫黄が多く含まれていると化学的被毒を受け浄化性能が低下する。ガソリンに含まれる鉛と硫黄については、無鉛ガソリンが普及し低硫黄化が進んで触媒への影響は少なくなった。オイルの一部は燃焼するため、エンジンオイルに硫黄やリンが含まれていると触媒に影響が及ぶ。硫黄とリンを含んだ化合物は潤滑において重要な機能を担う添加剤として多く用いられていたが、ILSACなどのエンジンオイル規格で硫黄とリンの含有量規制が行われるようになった。またブローバイガスに混入するオイルの量を低減する観点から蒸発量も規制され、特に低粘度オイルでは蒸発量の少ない性状が要求されている。

## 盗難被害
触媒コンバーターは、プラチナ、パラジウム、ロジウムなどの貴金属が含まれていること、車体をジャッキアップすれば取り外しがし易いことから盗難被害に遭うことがある。アメリカ合衆国では貴金属類が高騰した2019年以降、盗難が増加した。